# B&N
B&N Nordsjöfrakt var ett svenskt rederi med säte på Skärhamn, Tjörn. Rederiet hade ett tag 1 200 anställda, omsatte cirka 1,8 miljarder kr och var specialiserat på skogs- och stålindustrins behov av godstransporter. Efter en rederifusion 2005 är företaget numera ombildat till Transatlantic, sedan 2015 namnändrat till Viking Supply Ships AB, som sedan 2012 har huvudkontoret i Göteborg.

## Historia
- 1972 bildas Nordsjöfrakt AB med fartygen Sandön och Cortia.
- 1989 Samarbete med Lennart Bylocks bolag leder till namnbyte till B&N Bylock och Nordsjöfrakt AB
- 1991 B&N noteras på Stockholmsbörsens O-lista.
- 2000 Rederiet införskaffar sin första isbrytare och tar över drift och bemanning av isbrytarna Oden, Frej, Ymer och Atle.
- 2004 bildas det 50/50 ägda samtrafikbolaget Gorthon-B&N Transatlantic.
- 2005 fusioneras B&N och Gorthon Lines och bildar Transatlantic.

## Dotterbolag
(under tiden bolaget hette B&N)
- Paltrans Shipping AB
- Gorthon Lines AB (34%)
- B&N Moerman BV, Holland
- B&N Transbulk
- B&N Viking Icebreaking & Offshore AS Norge (50%)
- B&N Hornet AB
- Eds bruk AB